# Лампо
Лампо́ (фр. Lempaut, окс. L'Empèut) — коммуна во Франции, находится в регионе Юг — Пиренеи. Департамент — Тарн. Входит в состав кантона Пастель. Округ коммуны — Кастр.
Код INSEE коммуны — 81142.

## География
Коммуна расположена приблизительно в 600 км к югу от Парижа, в 55 км восточнее Тулузы, в 45 км к югу от Альби.
По территории коммуны протекает река Сор.

## Климат
Климат умеренно-океанический. Зима мягкая и дождливая, лето жаркое с частыми грозами. Ветры довольно редки.

## Население
Население коммуны на 2010 год составляло 729 человек.
| 1962 | 1968 | 1975 | 1982 | 1990 | 1999 | 2010 |
| ---- | ---- | ---- | ---- | ---- | ---- | ---- |
| 521  | 492  | 480  | 472  | 527  | 575  | 729  |

## Администрация
| Период | Период | Фамилия          | Партия | Примечания |
| ------ | ------ | ---------------- | ------ | ---------- |
| 2001   | 2014   | Андре Бермон     |        |            |
| 2014   | 2020   | Жан-Себастьян Ше |        |            |

## Экономика
В 2007 году среди 409 человек в трудоспособном возрасте (15—64 лет) 296 были экономически активными, 113 — неактивными (показатель активности — 72,4 %, в 1999 году было 73,8 %). Из 296 активных работали 272 человека (146 мужчин и 126 женщин), безработных было 24 (8 мужчин и 16 женщин). Среди 113 неактивных 24 человека были учениками или студентами, 51 — пенсионерами, 38 были неактивными по другим причинам.

## Достопримечательности
- Замок Падьес (XVII век). Исторический памятник с 1993 года[4].

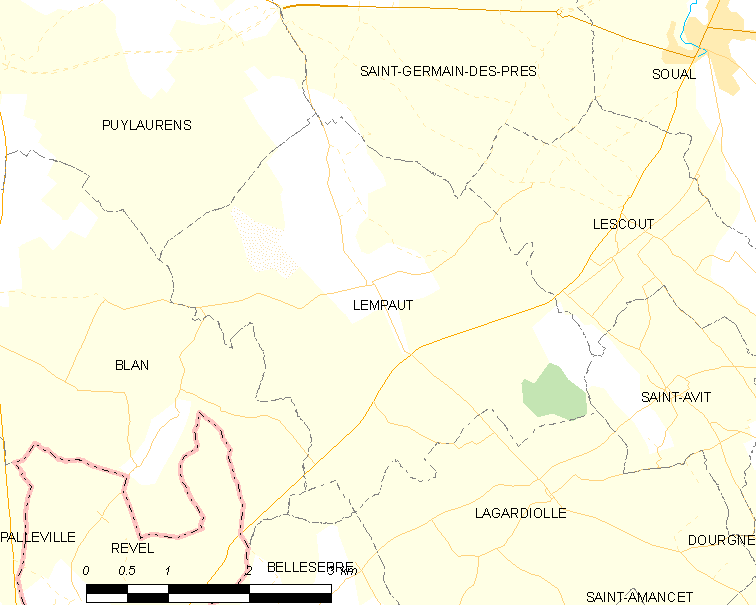
Карта коммуны